# Bruno Parma
Bruno Parma (nascut el 30 de desembre de 1941), és un jugador d'escacs eslovè, que té el títol de Gran Mestre. Parma va néixer a Ljubljana, Eslovènia (llavors Regne dels Serbis, Croats i Eslovens), i va jugar la major part de la seva carrera sota bandera de la República Federal Socialista de Iugoslàvia.

## Resultats destacats en competició
El 1959 va participar per primer cop al Campió del món juvenil, i va compartir el segon lloc. Dos anys més tard, als 21 d'edat, va guanyar el següent campionat (La Haia, 1961), i va rebre així el títol de Mestre Internacional. La FIDE el va guardonar amb el títol de GM a causa de la seva fantàstica performance al torneig de Beverwijk de 1963. Fou el tercer eslovè de la història en esdevenir Gran Mestre, després de Milan Vidmar (1950) i Vasja Pirc (1953). Va guanyar el Campionat d'Eslovènia el 1959 i també el 1961, i fou tercer, empatat amb Dragoljub Minić, Milan Matulović, i Bojan Kurajica al Campionat de Iugoslàvia celebrat a Čateške Toplice el 1968.
El 1964 empatà al segon lloc amb Dražen Marović a Zagreb, per sota de László Szabó. També el 1964 fou primer (ex aequo amb Andrzej Filipowicz), a la segona edició del Memorial Rubinstein. En el torneig internacional de San Juan (Puerto Rico) de 1969, hi fou segon, empatat amb els GMs estatunidencs Arthur Bisguier i Walter Browne, i per darrere del campió del món regnant Borís Spasski. El 1973 empatà al primer lloc amb Georgi Tringov a Vršac, per davant de Wolfgang Uhlmann.

## Participació en olimpíades d'escacs

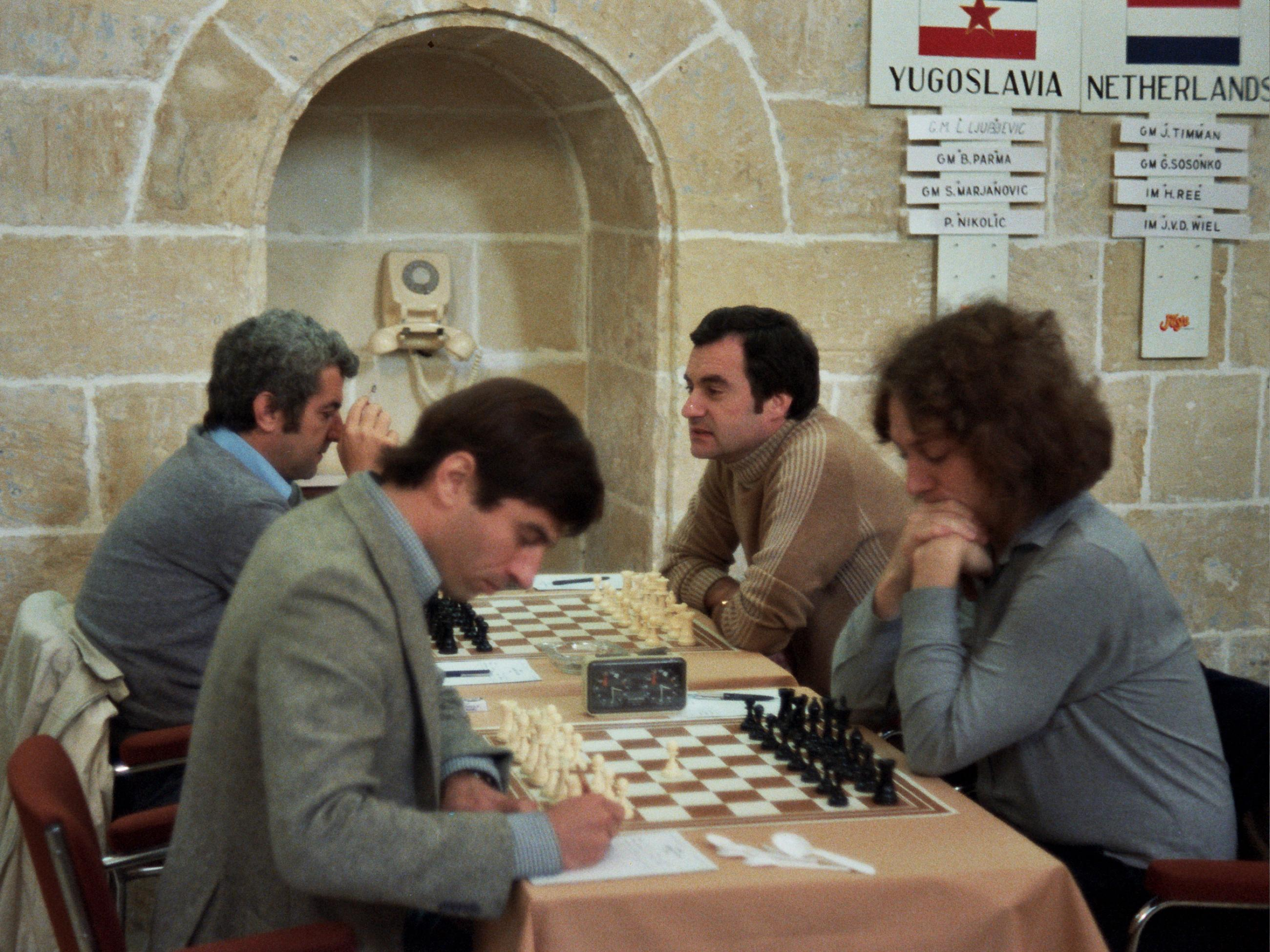
Olimpíada de Malta de 1980, al fons, Bruno Parma - Guennadi Sossonko i en primer terme, Ljubomir Ljubojević - Jan Timman.

Parma va formar part de l'equip de Iugoslàvia en vuit Olimpíades d'escacs: 1962, 1964, 1966, 1968, 1970, 1974, 1978, i 1980. L'equip iugoslau va guanyar quatre medalles d'argent i dues de bronze, en aquests anys.